# Ligne de tramway 516/1
Pour les articles homonymes, voir Ligne 516.
Ne doit pas être confondu avec la ligne 561/2 Bastogne - Martelange.
La ligne 516/1 est une ancienne ligne de tramway vicinal de la Société nationale des chemins de fer vicinaux (SNCV) qui reliait Bastogne à Marche-en-Famenne.

## Histoire
La ligne est supprimée le 6 septembre 1954.